# 이성미 (시인)
이성미(1967년~)는 대한민국의 시인이다. 서울에서 태어났으며, 이화여자대학교 법학과를 졸업했다. 2001년 《문학과사회》에 〈나는 쓴다〉 외 3편의 시를 발표하면서 시단에 나왔다. 김정환은 이성미의 시집 《너무 오래 머물렀을 때》의 해설 〈변형하는 정신과 상상하는 육체의 변증법〉에서 이성미를 최승자의 뒤를 잇는 시인의 대열에 포함시켰다.

## 저서

### 시집
- 《너무 오래 머물렀을 때》(문학과지성사, 2005) ISBN 89-320-1600-3
- 《칠 일이 지나고 오늘》(문학과지성사, 2013) ISBN 978-89-320-2508-7
- 《다른 시간, 다른 배열》(문학과지성사, 2020) ISBN 978-89-320-3803-2